# モンスターズ 悪魔の復讐
『モンスターズ 悪魔の復讐』（モンスターズ あくまのふくしゅう、Lizzie）は2018年のアメリカ合衆国のスリラー映画。監督はクレイグ・ウィリアム・マクニール、主演はクロエ・セヴィニーとクリステン・スチュワートが務めた。
19世紀末のアメリカ合衆国で実際に起きた未解決の猟奇殺人「リジー・ボーデン事件」を描いている。
なお、本作はリジー・ボーデンが召使いのブリジット・サリヴァンと恋仲にあったという仮定の下に物語が展開されているが、それが史実であったかは定かではない。
日本では2019年7月から開催の「カリテ・ファンタスティック!シネマコレクション2019」にて上映。

## ストーリー
1892年8月4日、マサチューセッツ州フォールリバー。32歳のリジー・ボーデンは傲慢な父親アンドリュー、継母アビー、姉エマの3人と一緒に暮らしていた。ボーデン家は地元の名士として尊敬と羨望の的になっていたが、リジーの日常生活は父親が決めた厳しい決まりに束縛されており、実に窮屈なものであった。そんなある日、ブリジット・サリヴァンが新しい召使いとして雇われた。ブリジットはアイルランドからの移民であった。その日の夜、リジーがオペラを鑑賞していると、突然てんかんの発作が起きた。調子が良くなるまで、リジーはブリジットに介抱された。それをきっかけに、2人は親密になっていった。リジーは文字が読めないブリジットに正式な教育を受けさせようとした。
その頃、ボーデン家は不法侵入されたり、脅迫状が送付されたりしていた。リジーは父親が土地の取得で誰かの恨みを買ってしまったのだろうと推測していた。しばらくして、リジーは父親と叔父（ジョン）の会話を聞いてしまった。アンドリューは一族の土地を娘ではなくアビーに譲る心算だったのである。翌日、怒り狂ったリジーはアビーの宝石箱を盗み出し、中身を質屋に売却した。その後、家に強盗が入ったかのように見せかける工作を行った。アンドリューは強盗が入ったとの一報に激怒し、その怒りをリジーのペットの鳩にぶつけた。鳩を殺した後、アンドリューはブリジットにそれを調理するよう命じた。ある日の夜、リジーはアンドリューが屋根裏部屋でブリジットに性的暴行を加えている現場を目撃した。リジーは手鏡を叩き割り、その破片を屋根裏部屋に通じる階段に撒き散らした。その結果、アンドリューは足を怪我することになった。
勉強の甲斐あってブリジットが文字を書けるようになったため、リジーとブリジットは密かに文通を始めた。2人の関係は一層親密になり、ついには恋愛感情が芽生えるに到った。ある日の午後、アンドリューはリジーとブリジットが性行為に及んでいるのを目撃した。翌日、アンドリューはリジーを叱責し、「ブリジットには二度と話しかけるな」と言った。その日の夜、リジーはアンドリューの遺言状を台所で焼却した。次の日、アンドリューとアビーが斧で惨殺されているのが発見された。警察は屋敷にいたリジーが犯人だと疑っていた。「妹は無実だ」というエマの訴えも虚しく、リジーはアンドリューとアビーを殺害した容疑で告訴された。
貴婦人のリジーが証言台に立つことはなく、ブリジットらの証言により、証拠不十分で無罪放免が確定した。しかし、真の殺人者はリジーだった。彼女はブリジットを共犯者として、時間差の殺人を実行したのだ。悩みつつも偽証したブリジットは、最後に拘置所を訪れた際に、「何も望んでいなかった」とリジーに告げ、そのまま遠いモンタナ行きの列車に乗り込むと、生涯リジーと会うこともなく口をつぐんで過ごした。

## キャスト
カッコ内は日本語吹替
- リジー・ボーデン: クロエ・セヴィニー（園崎未恵）
- ブリジット・サリヴァン: クリステン・スチュワート
- ウィリアム・ヘンリー・ムーディ: ジェイ・ヒューグリー
- アビー・ボーデン: フィオナ・ショウ
- アンドリュー・ボーデン: ジェイミー・シェリダン
- エマ・ボーデン: キム・ディケンズ
- ジョン・モース: デニス・オヘア
- アンドリュー・ジェニングス: ジェフ・ペリー

## 製作
2015年10月28日、クロエ・セヴィニーとクリステン・スチュワートが本作に出演することになったと報じられた。2016年5月12日、クレイグ・ウィリアム・マクニールが本作の監督に起用されたとの報道があった。11月10日、ジェイ・ヒューグリーの出演が決まった。
本作の主要撮影は2016年11月14日にジョージア州サバンナで始まり、同年12月16日に終了した。

## 公開・マーケティング
2018年1月19日、本作はサンダンス映画祭でプレミア上映された。25日、サバン・フィルムズが本作の全米配給権を獲得したと報じられた。8月3日、本作のオフィシャル・トレイラーが公開された。

## 評価
本作は批評家から好意的に評価されている。映画批評集積サイトのRotten Tomatoesには141件のレビューがあり、批評家支持率は66%、平均点は10点満点で5.88点となっている。サイト側による批評家の見解の要約は「『モンスターズ 悪魔の復讐』はもっと面白い作品に仕上げられたはずである。しかし、仮にそうであったとしても、同作では俳優たちが上質の演技を見せており、観客は広く知られた実際の事件の新しい解釈を見ることになる。」となっている。また、Metacriticには32件のレビューがあり、加重平均値は59/100となっている。